# Thomas Welbourne
Thomas Welbourne (Welbourn) (ejecutado en York, 1 de agosto de 1605) fue un profesor católico inglés. Es un mártir católico, beatificado en 1929.

## Vida
Todo lo que se sabe sobre Welbourne proviene de los detalles recopilados por Richard Challoner, en los primeros catálogos católicos de mártires:
Thomas Welbourne era un maestro de escuela, natural de Kitenbushel en Yorkshire; y John Fulthering era un laico del mismo condado, que siendo católicos celosos y diligentes en exhortar a algunos de sus vecinos a abrazar la fe católica, fueron por ese motivo procesados y condenados a sufrir como en casos de alta traición (II, 12).
Ninguno de los dos nombres aparece en los católicos de Yorkshire de Peacock en 1604.
Fue un maestro de escuela que, junto con John Fulthering, logró convertir a algunos de sus vecinos al catolicismo. Por esto y/o por su obediencia al pontífice fueron condenados a muerte por alta traición bajo el rey Jacobo I, y luego ahorcados. De hecho, la Iglesia Anglicana ya había nacido en Gran Bretaña: la escisión de la Iglesia de Roma tuvo lugar en 1533, bajo Enrique VIII, y, tras el intento de María la sanguinaria de restaurar el catolicismo en el reino, se restableció el anglicanismo bajo Isabel I en 1559; entre 1535 y 1681, en el Reino Unido se produjeron persecuciones contra los católicos, que llevaron al martirio a unos cientos de fieles. Desde finales del siglo XIX, algunos de estos mártires han sido beatificados por varios papas y, en 1970, unos cuarenta de ellos fueron santificados.